# 湖西市立新居中学校
湖西市立新居中学校（こさいしりつあらいちゅうがっこう）は、静岡県湖西市新居町中之郷にある公立中学校。

## 概要
新居中学校は静岡県西部、浜名湖の西に位置し男女共学の公立中学校である。部活動が盛んで、運動部で数例全国大会進出が報告されている。陸上部は笹瀬弘樹が棒高跳で全国優勝。男子バスケ部は1990年に全国優勝している。夏季の手筒花火では、同校の運動場が会場として使用されている。
校章は、浜名郡新居町時代の新居町章を若干アレンジして、中央に「中」の文字があしらわれている。

## 学区
- 旧新居町全域

## 沿革
- 1947年4月23日 - 浜名郡新居町立新居中学校として開校
- 1952年9月24日 - 現在地に校舎完成
- 1952年10月 - 校歌制定
- 1961年7月31日 - 第一体育館落成
- 1967年12月25日 - 技術科校舎落成
- 1968年12月26日 - 第三棟3階建校舎落成
- 1972年4月21日 - 第一棟3階建校舎落成
- 1973年9月8日 - 第二棟3階建校舎落成
- 1975年9月1日 - 第二体育館落成
- 1990年1月 - 武道場落成
- 1990年8月 - 男子バスケットボール部全中大会優勝
- 1993年3月 - 50mプール落成
- 1994年10月 - グランド整備完成
- 2010年3月 - 体育館耐震工事完了
- 同年3月 - 湖西市との合併に伴い、湖西市立新居中学校と改名
- 2016年4月 - 新居中初となる女性の校長先生が着任
- 2023年 体操服、ジャージのデザイン変更

## 年間行事
- 三大行事
  - 体育大会
  - 文化発表会、合唱コンクール
  - マラソン大会
- 1年
  - 防災学習
  - スキー教室(令和5年度から2年から1年に変更)
- 2年
  - 工場見学
  - 職業体験
- 3年
  - 修学旅行（京都・奈良）
  - 伝統文化活動
- その他
  - 薬学講座
  - 部活動壮行会
  - 入学式
  - 卒業式
  - 離任式

## 部活動
- 運動部
  - 陸上競技部
  - サッカー部
  - 野球部
  - 男子バスケットボール部
  - 女子バスケットボール部
  - 水泳部
  - 女子バレー部
  - 卓球部
  - 剣道部
  - 柔道部
- 文化部
  - 管弦楽部
  - 総合文化部
  - 美術部
  - 園芸部
  - 校外学習部

## 校歌

### 新居中学校校歌
作詞 尾崎楠馬
作曲 佐々木すぐる

## 委員会
- 生徒会専門委員会
  - 生徒会
  - 生活委員会
  - 安全委員会
  - 整備委員会
  - 保健委員会
  - 給食委員会
  - 図書委員会

## 著名な出身者
- 原豊土(競艇選手)
- 笹瀬弘樹(棒高跳日本中学・元高校記録保持者)

## アクセス
- 最寄り駅
  - JR東海道本線新居町駅より、徒歩20分
- 最寄りのインターチェンジ
  - 東名高速道路三ヶ日インターチェンジより約30分